# Province del Madagascar

Province del Madagascar

Le province del Madagascar (in malgascio: faritany) costituivano la suddivisione territoriale di primo livello del Paese fino al 2009, quando sono state soppresse con la contestuale istituzione delle regioni.

## Lista
| Mappa | Provincia                 | Capoluogo    | Popolazione (2001) | Superficie (km²) |
| ----- | ------------------------- | ------------ | ------------------ | ---------------- |
|       | Provincia di Antananarivo | Antananarivo | 4.580.788          | 58.283           |
|       | Provincia di Antsiranana  | Antsiranana  | 1.188.425          | 43.046           |
|       | Provincia di Fianarantsoa | Fianarantsoa | 3.366.291          | 102.373          |
|       | Provincia di Mahajanga    | Mahajanga    | 1.733.917          | 150.023          |
|       | Provincia di Toamasina    | Toamasina    | 2.593.063          | 71.911           |
|       | Provincia di Toliara      | Toliara      | 2.229.550          | 161.405          |